# Hans Georg Stehlin
Hans Georg Stehlin est un paléontologue et géologue suisse né le 13 janvier 1870 à Bâle et mort dans cette même ville le 18 novembre 1941.

## Biographie
Ce spécialiste de la paléontologie des vertébrés a travaillé principalement sur les mammifères du Cénozoïque. Il a publié de nombreux articles sur les primates et les ongulés. 
Hans Georg Stehlin est surtout connu pour avoir mis en évidence l'extinction massive des faunes intervenue à la limite Éocène-Oligocène, il y a 33,9 ± 0,1 Ma, qu'il a nommée en 1910 « Grande Coupure », expression qui est encore d'usage courant aujourd'hui dans le vocabulaire géologique international.
Il est, avec Auguste Dubois, responsables des fouilles archéologiques de la grotte de Cotencher entre 1916 et 1918. Ils y mirent au jour de nombreux restes fauniques et lithiques.